# Зубровка южная
Зубро́вка ю́жная (лат. Hieróchloë austrális) — вид многолетних растений рода Зубровка (Hierochloë) семейства Злаки (Gramineae).
Химический состав не изучен.

## Биологическое описание
Многолетнее растение высотой 20—25 см, образует рыхлые дерновинки с очень короткими ползучими побегами или без них.
Стебли 20—50 см высотой, тонкие, гладкие.
Листья 3—4 мм шириной, плоские. Плоские влагалища верхнего листа без пластинки.
Соцветие — однобокая малоцветковая метёлка, собранная из волосков. Ость нижнего (тычиночного) цветка в виде небольшого острия; верхнего — коленчато-согнутая, равная самой чешуе и выходит из её середины.
Цветёт в мае—июне.

## Распространение и экология
Растёт по разреженным лесам и на лесных полянах.

## Значение и применение
Надземная часть до цветения используется для ароматизации пищи. Испытана и одобрена в качестве пряности, при обработке рыбы, но менее ароматична, чем зубровка душистая.

## Классификация

### Таксономия
Вид Зубровка южная входит в род Зубровка (Hierochloë) семейства Злаки (Poaceae) порядка Злакоцветные (Poales).
|  |                                      |  |                                                             |                                                             |                 |  | ещё 17 семейств (согласно Системе APG II) | ещё 17 семейств (согласно Системе APG II) |                     |  |  |  | ещё около 40 видов |
|  |                                      |  |                                                             |                                                             |                 |  | ещё 17 семейств (согласно Системе APG II) | ещё 17 семейств (согласно Системе APG II) |                     |  |  |  | ещё около 40 видов |
|  |                                      |  |                                                             | порядок Злакоцветные                                        |                 |  |                                           |                                           | род Зубровка        |  |  |  |                    |
|  |                                      |  |                                                             | порядок Злакоцветные                                        |                 |  |                                           |                                           | род Зубровка        |  |  |  |                    |
|  | отдел Цветковые, или Покрытосеменные |  |                                                             |                                                             | семейство Злаки |  |                                           |                                           | вид Зубровка южная  |  |  |  |                    |
|  | отдел Цветковые, или Покрытосеменные |  |                                                             |                                                             | семейство Злаки |  |                                           |                                           |                     |  |  |  |                    |
|  |                                      |  | ещё 44 порядка цветковых растений (согласно Системе APG II) | ещё 44 порядка цветковых растений (согласно Системе APG II) |                 |  |                                           | ещё около 600 родов                       | ещё около 600 родов |  |  |  |                    |
|  |                                      |  |                                                             | ещё 44 порядка цветковых растений (согласно Системе APG II) |                 |  |                                           |                                           | ещё около 600 родов |  |  |  |                    |